# 明保
明保為中國清朝武官官員，本籍正白旗漢軍。1824年（道光4年）奉旨接任觀喜擔任台灣鎮總兵。是台灣清治時期此期間，受台灣道制約的台灣地區最高軍事首長。
| 前任： 觀喜 | 台灣鎮總兵 1824年上任 | 繼任： 趙裕福 |